# Église Saint-Martin-de-Vertou de Bocé
L'église Saint-Martin-de-Vertou est une église située à Bocé, en France.

## Localisation
L'église est située dans le département français de Maine-et-Loire, sur la commune de Bocé.

## Protection
L'édifice est classé au titre des monuments historiques en 1930.

## Description

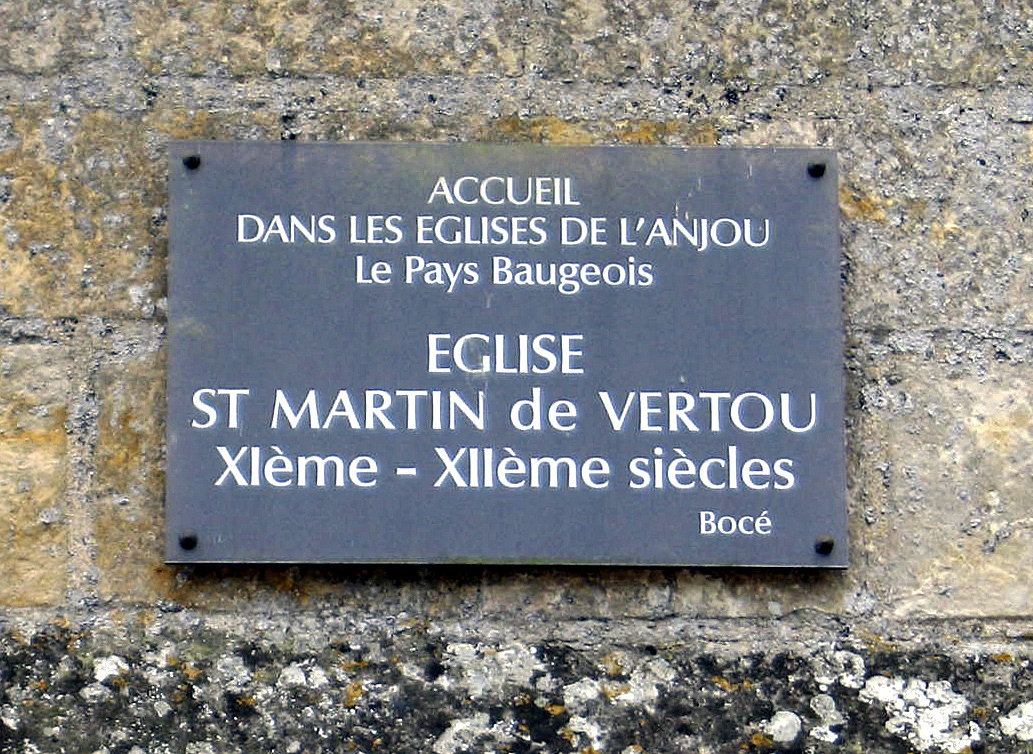
Plaque.
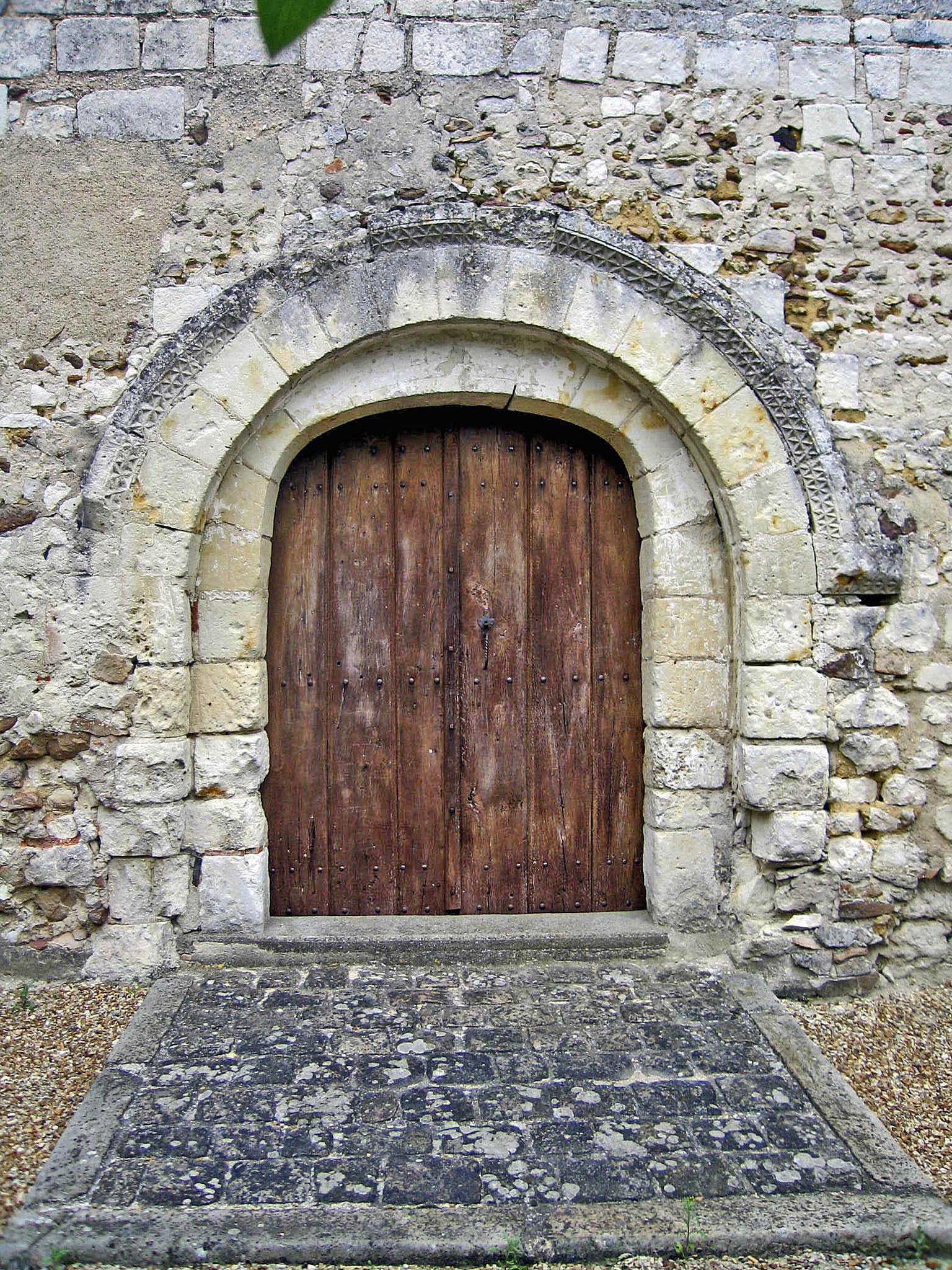
Porte.
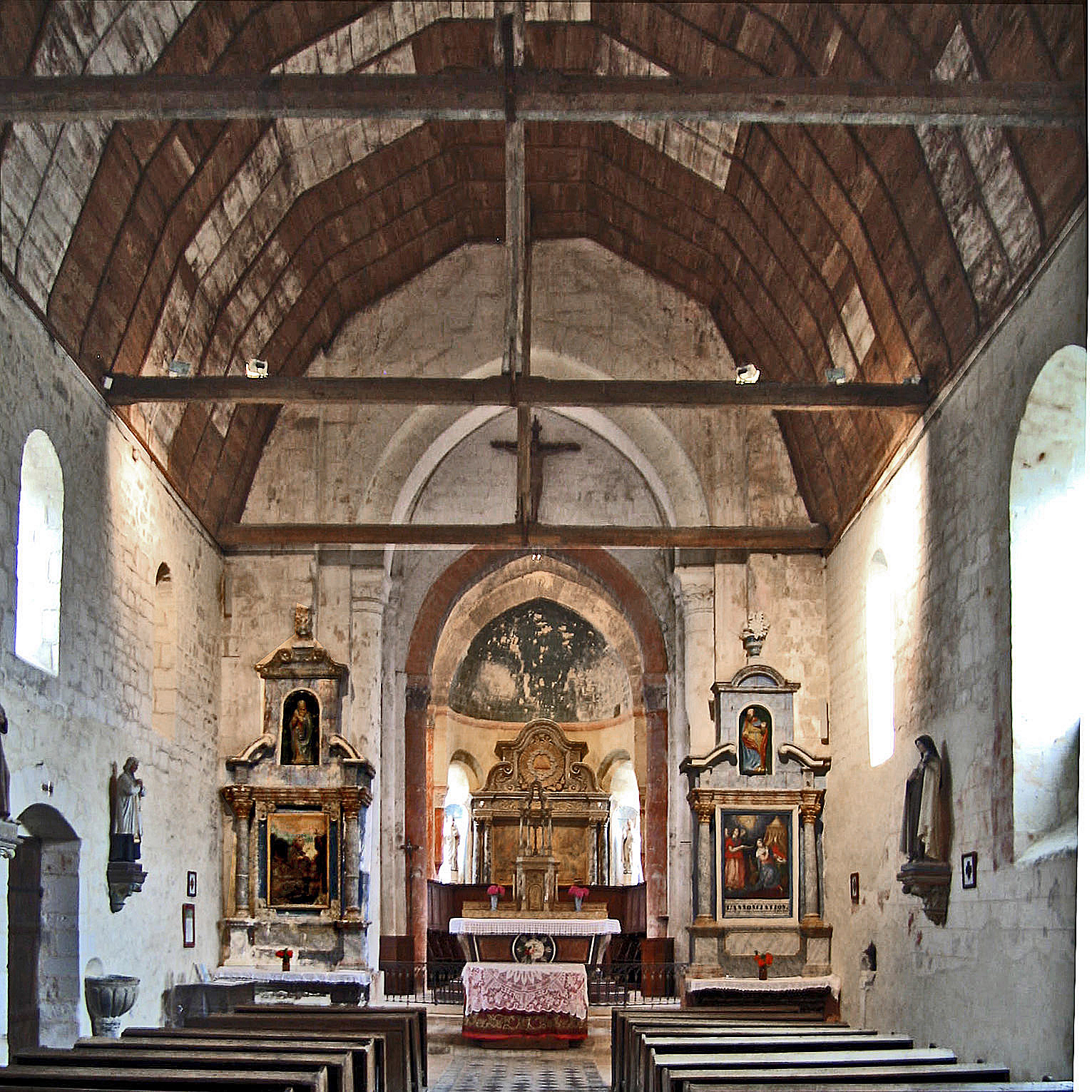
Intérieur.